# Planchonella pinifolia
Planchonella pinifolia är en tvåhjärtbladig växtart som först beskrevs av Henri Ernest Baillon, och fick sitt nu gällande namn av Marcel Marie Maurice Dubard. Planchonella pinifolia ingår i släktet Planchonella och familjen Sapotaceae. IUCN kategoriserar arten globalt som starkt hotad.
Artens utbredningsområde är Nya Kaledonien. Inga underarter finns listade i Catalogue of Life.